# Lutrogale perspicillata
La  nutria lisa (Lutrogale perspicillata) es una especie de mamífero carnívoro de la familia Mustelidae. Habita desde el este de la India hasta el Sudeste asiático, con una población aislada en Irak. Como su nombre lo indica, el pelaje de esta especie es más liso y corto que en las demás nutrias. Es la única especie de su género.

## Distribución y hábitat
La nutria lisa de distribuye a través del sudeste de Asia, en la ecozona Indomalaya, en dirección al este desde la India. También existe una población aislada de esta especie en los pantanos del sur de Irak. Vive en áreas donde el agua es abundante como los bosque de turba, humedales de agua dulce, grandes ríos boscosos, lagos y arrozales. Está adaptada para vivir en el medio acuático, pero no se siente menos confortable en tierra y puede recorrer grandes distancias en busca de mejores hábitats. Se guarece dentro de madrigueras poco profundas, montones de rocas o montones madera flotante. Algunas pueden construir guaridas permanentes cerca del agua, en una disposición similar a la de un dique de castores, con una entrada bajo el agua y un túnel que conduce a un nido sobre el agua.

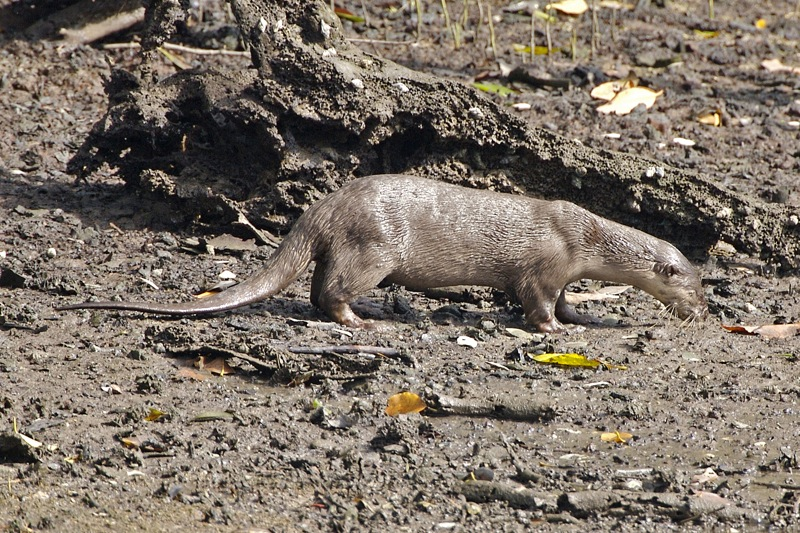
Nutria lisa en Borneo, Malasia.

## Descripción
Es la nutria más grande del sudeste asiático, pesa entre 7 y 11 kg, con una longitud de 1,3 m en adultos. Puede distinguirse de las otras especies de nutria por su cabeza redondeada y la nariz carente de pelo con forma de diamante deformado. La cola es aplanada, contrastando con las otras especies, que tienen una cola redondeada; esta puede representar hasta el 60% de la longitud total del animal. Como otras nutrias tiene los dedos de los miembros posteriores palmeados y unas patas fuertes con garras afiladas.
El pelaje es más corto y liso que en las demás especies de nutria y tiene un color que varía de marrón claro a obscuro en el dorso y de marrón claro a casi gris en el vientre.

## Comportamiento
Como los otros mamíferos carnívoros, usa el olor para comunicarse con individuos de su propia y otras especies. Para ello posee un par de glándulas odoríferas en la base de la cola, las cuales usa para marcar el territorio y objetos como rocas y plantas cercanas a las áreas de alimentación.

### Dieta
Se alimenta de insectos, gusanos, lombrices de tierra, crustáceos, ranas, roedores, pájaros, pero prefiere peces y reptiles. Los peces comprenden entre el 75 y 100% de su dieta. Con frecuencia caza en grupos, rodeando grupos de peces entre varios individuos para facilitar captura. Un grupo de animales puede tener un territorio de caza de 7 a 12 km². Un solo adulto en cautiverio consume cerca de 1 kg de comida al día.

### Reproducción
Esta nutria forma parejas fuertemente monógamas. La época específica de apareamiento es desconocida, sin embargo, se sabe que puede depender de la época de lluvias, entre los meses de agosto y diciembre. El periodo de gestación fluctúa de 61 a 65 días. Paren en una madriguera cerca del agua, que se puede construir o puede ocupar una abandonada. Paren entre 2 y 5 crías por vez, que al momento de nacer son ciegas e indefensas, pero después de 30 días abren los ojos y pueden nadar a los 60 días. Son destetados a los 130 días, y dejan a sus padres hacia el año de edad. La madurez sexual la alcanzan a los dos años de edad.

## Subespecies
Se reconocen las siguientes subespecies:
- Lutrogale perspicillata perspicillata
- Lutrogale perspicillata sindica